# Дроздово (Великолукский район)
Дроздово — деревня в Великолукском районе Псковской области России. Входит в состав сельского поселения «Черпесская волость».
Расположена на севере района, в 42 км к северу от райцентра Великие Луки, на северо-восточной окраине волостного центра, деревни Черпесса.

## Население
Численность населения деревни по состоянию на 2000 год составила 13 жителей, на 2010 год — 10 жителей.